# N'aimer que toi
Pour plus de détails, voir Fiche technique et Distribution.
N'aimer que toi est un film français réalisé par André Berthomieu, sorti en 1934.

## Fiche technique
- Titre : N'aimer que toi
- Réalisation : André Berthomieu
- Scénario : Max Eddy[1],[2] (1890-1973)
- Photographie : Jean Isnard et René Ribault
- Décors : André Barsacq
- Musique : Jane Bos[3],[4]
- Production : Claude Dolbert
- Société de production : Les Productions Claude Dolbert
- Pays d'origine :  France
- Genre : Comédie
- Durée : 95 minutes
- Date de sortie : France, 26 octobre 1934

## Distribution
- Willy Thunis[5],[6] : Willy
- Josette Day : Denise
- Gaston Dubosc : le chanteur des rues
- Robert Goupil : le chauffeur de taxi
- Jacques Louvigny : le secrétaire, Gaëtan Robinot
- Viviane Romance
- Hélène Pépée
- Émile Roques
- Andrée Doria
- Robert Casa